# Marrons de la Liberté
Le Marrons de la Liberté est un monument qui a été érigé en 2008 dans la ville de Remire-Montjoly, en Guyane, en l'honneur des esclaves évadés (Marrons)

## Historique
En 2006, la région Guyane lance un appel d'offres pour la réalisation d'un monument commémoratif en prévision du 160e anniversaire de l'abolition définitive de l'esclavage en Guyane. C'est l'artiste guyanais Lobie Cognac qui est choisi. Son œuvre est inaugurée le 10 juin 2008 à Remire-Montjoly par le président du Conseil régional de Guyane Antoine Karam.
L'année suivante, le rond-point sur lequel il est situé change de nom. De Vidal (du nom d'un riche planteur et administrateur colonial), il rend désormais hommage à Adélaïde Tablon, ancienne esclave devenue une figure de la résistance au colonialisme,.
Le site est devenu le principal lieu de commémoration de l'abolition de l'esclavage en Guyane.

## Description
Ce monument statuaire de plus de 5 mètres de haut représente un couple de résistants à l'esclavage colonial. Tous deux en tenus d'abattis (de travail), on n’y trouve une femme qui s’apprête à lâcher un oiseau et un homme les bras levés qui brise ses chaînes. Des motifs propres à l'art tembé et autres signes amérindiens sont apposés sur les plaques de granit qui entourent les quatre côtés du socle soutenant la statue.
L’œuvre est nommée Fiiman, qui se traduit par « Homme libre » en bushi-tongo, une langue parlée par les Bushinengue, une communauté issue du marronnage.